# 顾明远
顾明远（1929年10月14日—），男，汉族，江苏江阴人，中国教育学家，曾任北京师范大学副校长、研究生院院长，中国教育学会常务理事、副会长、会长。